# Tjeert van 't Land
Tjeert van 't Land (Voorthuizen, 25 febbraio 1954) è un ex calciatore olandese, di ruolo attaccante.

## Carriera
Tjeert van't Land si formò nel N.E.C., con cui esordì nella massima olandese nella stagione 1971-1972.
Dopo una stagione al Wageningen, nel 1974 si trasferisce negli Stati Uniti d'America per giocare con la neonata franchigia NASL dei Seattle Sounders. Militerà nei Sounders per due campionati, ottenendo come miglior risultato il raggiungimento dei quarti di finale dei playoff nella North American Soccer League 1975. Con i Sounders giocò anche nel torneo di indoor soccer.
Terminata l'esperienza americana tornò in patria per giocare nel PEC Zwolle, con cui nel 1978 conquistò la promozione in massima serie.
Tjeert van't Land giocò per tre stagioni nella massima serie olandese, ottenendo come miglior piazzamento l'ottavo posto nell'Eredivisie 1978-1979.
Nel 1981 lascia la squadra di Zwolle per tornare per una stagione al Wageningen. Chiuderà la carriera agonistica nel 1983 in forza al Amersfoort.